# Peter Job
Peter Job, journaliste et administrateur de sociétés, fut directeur général de l'agence de presse Reuters de 1991 à 2001.

## Biographie
Né à Heavitree, près d'Exeter dans le Devon, en 1941, il est diplômé de l'Exeter College, à Oxford en 1963, puis a appris l'espagnol et le japonais.
Peter Job commence sa carrière comme reporter dans différents bureaux du groupe entre 1963 et 1971. Il est en particulier correspondent à Paris, New Delhi, Kuala Lumpur, et Jakarta avant de prendre la direction du bureau de Buenos Aires en 1973 puis celle de la région Asie en 1978. Il succède à Glen Renfrew, un passionné de technologie, à la direction générale de Reuters en 1991.
Il n'a pas hésité à dire qu'il est devenu directeur général « par hasard ». « J'étais spécialiste de la Banque mondiale. Quand ils ont demandé un service sur mesure, en 1971, j'ai été muté au management », a-t-il expliqué au magazine L'Expansion.
Décrit comme un « grand gaillard au regard bleu », qui « aime avant tout ses rosiers, Shakespeare, la peinture, mais aussi le yachting et la plongée sous-marine », il affiche de bons résultats au cours de cinq premières années à la tête de Reuters: le chiffre d'affaires progresse  de 80 %, à 2,7 milliards de livres (21,6 milliards de francs) et les bénéfices ont atteint 414 millions de livres (3,3 milliards de francs), donnant à Reuters une capitalisation boursière de 13,2 milliards de livres (106 milliards de francs) au milieu des années 1990. C'est lui qui décidera l'entrée en Bourse de la filiale de courtage Instinet.
En 2000, il annonce son intention de dégager 1,5 milliard de francs d'économies annuelles d'ici à 2002 et de « rapidement construire un nouveau portail financier, pour servir le marché des particuliers », grâce à une société commune à parts égales avec la société américaine Multex, Multex Investor Europe, pour ouvrir un portail destiné aux investisseurs privés européens. 
Mais en 2001, âgé de 60 ans, il doit céder sa place à un nouveau patron de 41 ans, Tom Glocer, qui dirige déjà deux divisions du groupe, Reuters Information et Reuters America, et devient le premier Américain et le premier non-journaliste à diriger la célèbre agence de presse britannique.
Peter Job a été également administrateur de Deutsche Bank, Schroders et de la compagnie pétrolière Royal Dutch Shell, trois de ses grands clients. Après son départ de Reuters, il s'implique à la direction de l'éditeur de logiciels de communication Tibco Software.